# جون أفيري
جون أفيري (بالإنجليزية: John Avery) هو سياسي أمريكي، ولد في 29 فبراير 1824 في واتيرتاون في الولايات المتحدة، وتوفي في 21 يناير 1914 في غرينفيل في الولايات المتحدة. حزبياً، نشط في الحزب الجمهوري. وقد انتخب عضو مجلس نواب ميشيغان ‏ وانتخب عضو مجلس النواب الأمريكي.